# Petrus Stenbeke
Petrus Stenbeke, auch: Steenbeke, Steynbeke (* vor 1397; † nach 1421) war der Gründungsrektor der Universität Rostock.

## Leben
Über seine Herkunft ist nichts bekannt. Sein Nachname ist zu seiner Lebenszeit recht weit im norddeutschen Raum anzutreffen. Im Sommer 1397 immatrikulierte sich Stenbeke an der Universität Erfurt, wo er eine Immatrikulationsgebühr von 12 Groschen entrichtete. Dies zeugt davon, dass er aus durchaus angesehenem Hause stammen musste. Vermutlich stammte er gar selbst aus dem Rostocker Raum.
In Erfurt scheint er den akademischen Grad eines Magisters der Sieben freien Künste erworben zu haben. Möglich ist, dass er am 15. Dezember 1397 das Baccalaureat der Artes liberalis an der Universität Prag erwarb. Theologische Studien verfolgend erwarb er auch den niedrigsten theologischen Grad eines Baccalaureus formatus und bekleidete als solcher im Wintersemester 1415/16 das Rektorat der Erfurter Hochschule.

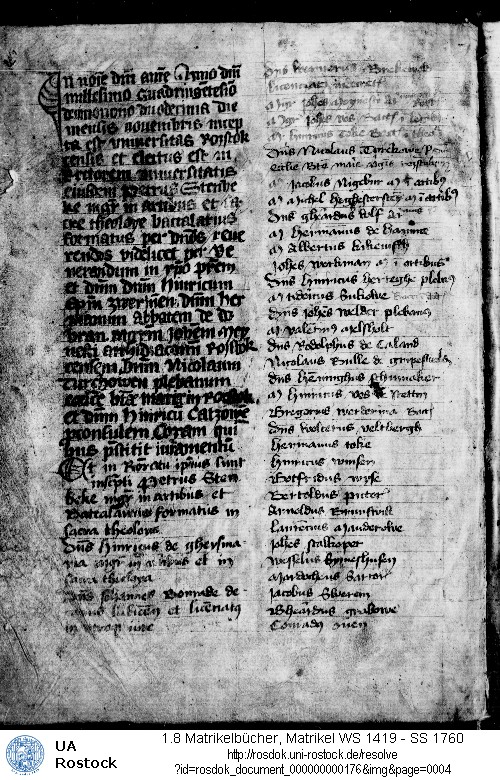
Erstes Blatt der Rostocker Matrikel mit dem ersten Eintrag des Gründungsrektors Petrus Stenbeke

Er folgte dann einer größeren Anzahl Erfurter Doktoren und Magister an die neuzugründende Universität Rostock. Am 12. November 1419 wurde er vom Bischof von Schwerin Heinrich III. von Wangelin, dem Abt des Klosters Doberan Hermann Bokholt, dem Rostocker Archidiaconus Johannes Meynesti, dem Pfarrherrn zu St. Marien in Rostock Nikolaus Türkow und dem Rostocker Bürgermeister Heinrich Katzow zu deren Gründungsrektor berufen. Als solcher wurde er auch als erster in die Rostocker Matrikel eingetragen. Im Wintersemester 1420–1421 verwaltete er das Dekanat der philosophischen Fakultät.